# Kinder-Evangelisations-Bewegung
KEB-Deutschland (Kinder-Evangelisations-Bewegung) ist ein evangelikal ausgerichtetes christliches Missionswerk, das es sich zur Aufgabe gemacht hat, Kindern ihre Auffassung vom Evangelium Jesu Christi zu vermitteln. Die internationale Bezeichnung der Bewegung ist Child Evangelism Fellowship (CEF).

## Geschichte
Als Initiator der KEB gilt der deutsch-amerikanische Pfarrer J. Irvin Overholtzer (1877–1955). Durch Charles Haddon Spurgeons Schriften zum Thema Kinderevangelisation motiviert, suchte er nach kreativen Wegen, seine Auffassung des Evangeliums auf kindgemäße Art zu verbreiten. 1937 entwickelte sich aus diesen Anfängen die Child Evangelism Fellowship. Der deutsche Zweig dieser internationalen Organisation wurde 1949 gegründet und benannte sich 2017 in „KEB-Deutschland e. V.“ um.

## Organisation und Statistik
KEB (CEF) arbeitet heute in über 200 Ländern. Sie beschäftigt rund 2500 vollzeitliche und ca. 40.000 ehrenamtliche Mitarbeiter weltweit. Die Zentrale der internationalen CEF-Organisation befindet sich in Warrenton (USA).
In Europa sind zurzeit 600 vollzeitliche Mitarbeiter in 42 Ländern tätig. Sitz der europäischen KEB ist Kilchzimmer bei Langenbruck in der Schweiz.
Der deutschsprachige Zweig hat gegenwärtig 63 Mitarbeiter, die in 10 regionalen Einrichtungen arbeiten. Mit ihren Angeboten in Deutschland erreichten sie 2016 rund 27.000 Kinder. Darüber hinaus sind 16 Missionarinnen und Missionare im Ausland tätig.
KEB ist Mitglied der Arbeitsgemeinschaft Evangelikaler Missionen (AEM).

## Arbeitsbereiche

### Direkte Arbeit mit Kindern
In der direkten Arbeit mit Kindern werden Kindertreffs unterstützt, Freizeiten durchgeführt und Kirchen und Gemeinden bei Kinderwochen, Kindertagen und Familiengottesdiensten unterstützt. Des Weiteren führt KEB Veranstaltungen auf Campingplätzen, in Freibädern und in Grünanlagen durch. Ein Ziel von KEB besteht auch darin, Zugang zu den Eltern der Kinder zu erhalten.

### Bibelkurse für Kinder
Im Rahmen des sogenannten KEB-Mailbox-Clubs werden Bibelfernkurse und Andachtsbücher für Kinder ab 8 Jahren angeboten. Der KEB-Mailbox-Club wurde Anfang 2002 eingerichtet.

### Internet
KEB-Deutschland e. V. betreibt eine Internetseite für Kinder, die in Internetspielen evangelikale Themen an Kinder vermittelt und ein kreationistisches Weltbild vertritt: Im Zentrum steht der persönliche Glaube an Jesus Christus als Retter und Schöpfer der Welt. Als Schöpfer wird er zum Beispiel im Spiel „Raumpatrouille Discovery“ dargestellt. Dort wird gesagt, dass die Welt nicht durch einen Urknall entstand und dass allein durch Zufall und Evolution kein Leben auf der Erde hervorgebracht werden konnte: „Leider konnte keine der bisherigen wissenschaftlichen Theorien einer genauen und objektiven Prüfung standhalten.“ Am Schluss des Spiels wird resümiert, dass Christen glauben: „Es gibt tatsächlich einen Schöpfer, der alles gemacht hat! Der alles geplant hat!“

### Geschichtentelefon für Kinder
In verschiedenen Städten betreibt KEB das sogenannte Geschichtentelefon. Es handelt sich um einen evangelikalen Ansagedienst, der mit einem Bibeltelefon vergleichbar ist, aber speziell auf Kinder ausgerichtet ist. Jede Woche wird ein neues 3-Minuten-Programm für Kinder ab 6 Jahren erstellt, in dem Ereignisse aus der Bibel oder kurze christliche Abenteuergeschichten als Hörspiel kindgerecht präsentiert werden. Bisweilen werden umfangreichere biblische Erzählungen auf mehrere Sendungen aufgeteilt. Der Zweck ist vor allem die Evangelisation und Missionierung.
Das erste Geschichtentelefon wurde 1992 in Kaiserslautern eingerichtet. Damals begann die Kindermissionarin Elfriede Grotz mit der Produktion von dreiminütigen Andachten für Kinder, die per Telefon abrufbar sind. Inzwischen gibt es 182 Orte in Deutschland, Österreich, der Schweiz, Belgien und Luxemburg, an denen das Geschichtentelefon zum Ortstarif im Festnetz erreichbar ist und jeweils von örtlichen Gemeinden als Ansprechpartner betreut wird. Nach Angaben der Initiatoren wählen etwa 5000 Kinder und Jugendliche die biblischen Erzählungen regelmäßig an. Auch Erwachsene sollen häufig Interesse an den Ausführungen zeigen.
Mittlerweile wurden die Manuskripte in Paraguay, auf den Philippinen, in Mazedonien, in Kasachstan und vielen anderen Ländern in die jeweilige Landessprache übersetzt.

### Herausgabe von Materialien
KEB gibt umfangreiche Materialien zur Arbeit mit und Evangelisation unter Kindern heraus, die teilweise kostenlos abgegeben, teilweise auch verkauft werden. Dazu zählen zahlreiche Bücher, Liedermappen, Flanellbilder und Bildbögen.

## Kontroverse
Während KEB im deutschen Sprachraum von den Medien kaum wahrgenommen wird, findet in den USA eine intensive öffentliche Kontroverse über die Child Evangelism Fellowship statt. Auslöser war die Entscheidung des Supreme Courts im Jahr 2001, dass den von der CEF betriebenen „Good News Clubs“ der Zugang zu Schulen nicht verwehrt werden dürfe. Kritiker bemängelten, dass das Gericht nicht genügend berücksichtigt hätte, dass die Kinder viel zu jung seien, das Angebot der Good News Clubs vom offiziellen Schulangebot zu unterscheiden. Vereinigungen wie „Americans United for the Separation of Church and State“ sehen den US-amerikanischen Grundsatz der Trennung von Religion und Staat in Gefahr und sprechen sich dafür aus, dass öffentliche Schulen das Recht haben müssten, religiösen Gruppierungen den Zugang zur Schule zu verwehren. Die Good News Clubs hingegen plädierten für eine Gleichbehandlung mit anderen außerschulischen Gruppen, etwa Pfadfindern oder Schachclubs.